# У садибі (оповідання)
«У садибі» (рос. В усадьбе) — оповідання А. П. Чехова, вперше опубліковане у 1894 році.

## Історія публікації
Оповідання написане в 1894 році. Вперше опубліковане в 1894 році в газеті «Русские ведомости» № 237 від 28 серпня за підписом Антон Чехов, в цьому ж році друкувалося у збірнику «Повісті та оповідання», увійшло до зібрання творів письменника, виданого А. Ф. Марксом.
За життя Чехова перекладалося англійською, сербськохорватською і чеською мовами.
Письменник А. С. Лазарєв зазначав, що оповідання написано під враженням Чехова про життя в 1887 році в Бабкіні: «Одного разу…з кисельовського будинку повернулася сестра Чехова. Марія Павлівна розповіла, що… Олексій Сергійович Кисельов чомусь надумав завести мову про прагнення селянських і кухарчиних дітей до навчання, до гімназій і з обуренням говорив, що влада схильна їм сприяти, замість того щоб із шкіл і гімназій їх гнати… Вислухавши розповідь сестри, Чехов знизав плечима і сказав з досадою: „І охота тобі було слухати цього дурня!“
Немирович-Данченко в листі автору оповідання писав: „У садибі“ — класична п'єса, запевняю Вас. Справляє гнітюче та величезне враження. Навіть серед Ваших оповідань це з найкращих».
Критик Андреєвський вважав оповідання карикатурою на «Ненаситного говоруна».
Альбов у статті про творчість Чехова зазначав: «У садибі» — в ряді інших оповідань Чехова, де майстерно малюються «цілковито звірині, тваринні фігури».

## Сюжет
Молодий дворянин Павло Рашевич приймає у своєму домі судового слідчого Мейєра. Він збуджено розповідає гостеві про згубність та невиправданість рівності людей, про необхідність лиш особам благородної крові давати владу й привілеї. Рашевич замислюється, що Мейєр, будучи молодою людиною, міг би скласти пару його старшій доньці Жені. Заразом усі клопоти й борги по маєтку перейшли б до зятя. А недостач і пеней у дворянина накопичилося близько двох тисяч рублів.
Довга розповідь Рашевича дратує Мейєра, але із ввічливості він залишається за вечерею. Рашевич в запалі пропонує — якщо до нього підійде хтось замурзаний, то йому треба сказати «прямо в харю» слова зневаги: «Руки геть! Знай, козо, своє стійло!» На ці слова Мейер відповідає, то так зробити не зможе, оскільки він сам міщанин, а його батько був простим робітником. Після цього Рашевич ніяковіє, а його доньки червоніють з сорому. Зі словами, що пишається своїм походженням, Мейєр покидає маєток.
Дочки ображаються на батька і наступного ранку не бажають з ним бачитись. Тоді Майєр пише дочкам лист, в якому просить врахувати, що він старий, нікому не потрібний, просить забути про нього і поховати в «простій сосновій труні, без церемоній».